# Bulbophyllum densum
Bulbophyllum densum là một loài phong lan thuộc chi Bulbophyllum.